# یوروجاست
یوروجاست (به انگلیسی: Eurojust) یک کارگزاری در اتحادیه اروپا (EU) است که با همکاری قضایی در رویدادهای تبهکاری میان کارگزاری کشورهای عضو سروکار دارد و اکنون در لاهه، هلند مستقر است. این سازمان در سال ۲۰۰۲ پایه‌گذاری شد و برای بهبود رسیدگی به جرایم جدی فرامرزی و سازمان‌یافته با روش هماهنگی تحقیقاتی و دادستانی ایجاد شد.
یوروجاست سازمان‌یافته از دانشکده‌ای است که دربرگیرنده ۲۷ عضو ملی- قاضی، دادستان یا افسران پلیس کارآزموده از هر کشور عضو  هم پیمانان اروپا است. شرایط و گماشتگی های اعضا بدست ایالتی که آنها را گماشته‌اند، تعریف می‌شود. این کارگزاری همچنین با کشورهای ثالث و دیگر نهادهای اتحادیه اروپا مانند شبکه دادرسی اروپا، یوروپل و دفتر مبارزه با تقلب اروپا(OLAF) همکاری می‌کند.

## تاریخ
یوروجاست در نتیجه تصمیم شورای اروپایی تامپره (۱۵–۱۶ اکتبر ۱۹۹۹) برای ایجاد یک یگان همکاری دادرسی همیشگی برای بهبود مبارزه با جرایم جدی، پایه‌گذاری شد.پیمان نامه نیس معاهده اتحادیه اروپا را ویرایش کرد تا ارجاع به یوروجاست را نیز دربر بگیرد. در ۱۴ دسامبر ۲۰۰۰، یک سازمان پیشرو به نام Pro-Eurojust توسط شورای اتحادیه اروپا ایجاد شد و در ۱ مارس ۲۰۰۱ در بروکسل شروع به کار کرد. هدف از ایجاد چنین سازمانی این بود که به دادستان‌ها اجازه دهد تا فرآیندهای یوروجاست را آزمایش کنند. همچنین حملات تروریستی در ایالات متحده در سپتامبر همان سال، نیاز به همکاری بین‌المللی را به شدت افزایش داد و به گسترش یوروجاست شتاب بخشید که سپس در فوریه ۲۰۰۲ با تصمیم شورا پایه‌ریزی شد. سازمان جدید در ۲۹ آوریل ۲۰۰۳ در لاهه مستقر شد.
از زمان پایه‌گذاری، این کارگزاری به شدت بر ایجاد پیمان نامه‌های همکاری بین‌المللی و پیدایش نقاط تماس بین‌المللی، از جمله استقرار چندین دادستان رابط (نروژ، سوئیس، مونته‌نگرو و ایالات متحده) در یوروجاست تمرکز کرده‌است. علاوه بر این چهار کشور، یوروجاست با یوروپل، کارگزاری اتحادیه اروپا برای آموزش اجرای قانون (CEPOL)، دفتر مبارزه با تقلب اروپا (OLAF)، شبکه آموزش دادرسی اروپا، دفتر مقابله با مواد مخدر و جرم سازمان ملل(UNODC), Iber-RED, کرواسی، ایسلند و مقدونیه شمالی پیمان‌های همکاری بسته‌است.
تصمیم شورای جدید در مورد تقویت یوروجاست در ژوئیه ۲۰۰۸ به منظور تقویت همکاری یوروجاست با همکاران و کشورهای ثالث و به‌طور کلی تقویت قابلیت‌های عملیاتی آن امضا شد.

## کارکردها

### انواع جرایم
یوروجاست زمانی دست بکار می‌شود که بسته به تصمیم این کارگزاری دو یا چند کشور عضو، درگیر جرایمی که یوروپل حق دارد در آنها ورود کند، از جمله جرایم سازمان‌یافته، تروریسم و سایر اشکال جرایم جدی (پولشویی، جرایم مرتبط با فعالیت‌های هسته‌ای، مواد رادیواکتیو و…) شده باشند. همچنین از دیگر جرایمی که این کارگزاری می‌تواند در آنها مداخله کند می‌توان قاچاق مهاجران غیرقانونی، قاچاق غیرقانونی مواد مخدر، قاچاق انسان، جرایم وسایل نقلیه موتوری، قتل، آسیب‌های شدید بدنی، تجارت غیرقانونی اندام‌ها و بافت‌های انسانی، آدم‌ربایی، مهار غیرقانونی و گروگان‌گیری، نژادپرستی و بیگانه هراسی، دستبرد سازمان یافته، قاچاق غیرقانونی کالاهای فرهنگی مانند آثار باستانی و هنری، اختلاس و اخاذی، جعل و دزدی کالا، جعل اسناد اداری و قاچاق آن، جعل پول و وسایل پرداخت، جرایم رایانه ای، فساد، قاچاق اسلحه، مهمات و مواد منفجره، قاچاق غیرقانونی گونه‌های جانوری در حال انقراض، قاچاق غیرقانونی گونه‌های گیاهی درحال انقراض، جرایم زیست‌محیطی، قاچاق غیرقانونی مواد هورمونی و سایر محرک‌های رشد) را نام برد. همچنین در صورت ارتکاب به یکی از موارد بالا یا در صورت درخواست یکی از کشورهای عضو، ممکن است در مورد انواع  دیگر جرم نیز اقدام کند. حدود ۱۰ درصد از پرونده‌های رسیدگی شده بدست یوروجاست در سال ۲۰۱۰، در این دسته قرار داشتند.

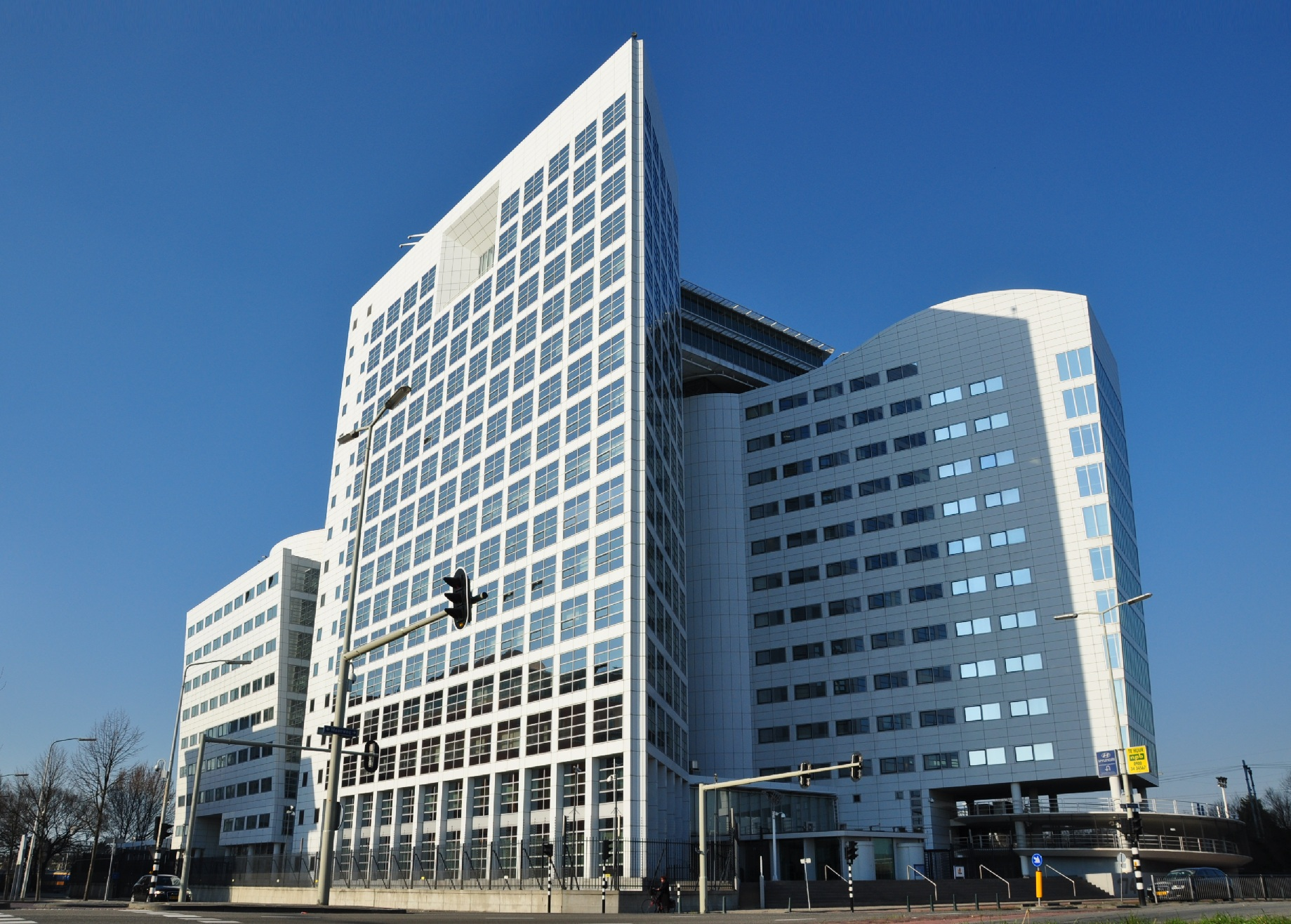
نگاره ای از ساختمان پیشین یوروجاست در لاهه که اکنون پایگاه موقت دیوان کیفری بین‌المللی(ICC) است.

اما تمرکز اصلی یوروجاست بر جرایمی است که «تهدید ویژه» برای شهروندان را نشان می‌دهد، مانند تروریسم، قاچاق مواد مخدر، قاچاق انسان، جرایم سایبری، کلاهبرداری، فساد، پولشویی و دیگر جرایم اقتصادی.

#### گماشتگی‌ها
یوروجاست اختیاری برای پژوهش یا پیگرد جنایات ندارد، اما در عوض برای هماهنگی تحقیقات و پیگرد قانونی بین کشورهای عضو اتحادیه اروپا در هنگام برخورد با جرایم فرامرزی کار می‌کند. آنها همچنین می‌توانند به تحقیقات و پیگیری قضایی بین یک کشور عضو درخواست کننده و یک کشور غیرعضو در جایی که توافقنامه همکاری یا نیاز خاصی وجود دارد کمک کنند.
وظایف یوروجاست ممکن است بسته به اینکه آیا در یک کالج فعالیت می‌کند یا از طریق اعضای ملی، ناهمسان باشد. در میان سایر وظایف، یوروجاست ممکن است:
- از سرپرستان ذیصلاح در کشورهای عضو بخواهید که پیگیری خاصی را بررسی یا پیگرد کنند، بپذیرید که یک کشور عضو ممکن است شایستگی دادرسی بهتری برای تحقیقات یا تعقیب قضایی باشد، هماهنگی با سایر کشورهای عضو، تشکیل یک تیم تحقیقاتی مشترک، یا ارائه داده ها به یوروجاست .
- اطمینان حاصل شود که کشورهای عضو در مورد تحقیقات و پیگردهای مربوطه با یکدیگر در ارتباط هستند.
- کمک به کشورهای عضو در تضمین هماهنگی یا بهبود همکاری
- همکاری و مشورت با شبکه قضایی اروپا.[۹]
- کمک به یوروپل، به ویژه با ارائه نظرات مبتنی بر تحلیل‌های یوروپل (به عنوان کالج).
- ارائه پشتیبانی لجستیکی مانند کمک برای ترجمه، ترجمه و سازماندهی جلسات هماهنگی (به عنوان کالج).[۱۰]
- از سرپرستان کشورهای عضو بخواهید که اقدامات پژوهشی ویژه یا سایر اقدامات توجیه شده برای تحقیقات یا پیگرد قانونی (از طریق اعضای ملی) انجام دهند.
- کمک به تحقیقات و تعقیب قضایی مربوط به مقامات صلاحیتدار تنها یک کشور عضو، جایی که خود اتحادیه اروپا یا یک کشور غیرعضو در آن دخالت دارند (از طریق اعضای ملی با موافقت کالج).[۱۱]

از آنجایی که یوروجاست وظیفه تسهیل اجرای درخواست‌های استرداد و وکالت نامه‌ها را بر عهده دارد، ممکن است در حکم‌های دستگیری اروپایی (EAW) نیز اقدام کند. هنگامی که بیش از یک حکم دستگیری برای یک فرد وجود داشته باشد، یوروجاست ممکن است به مرجع قضایی که احکام را اجرا می‌کند پیشنهاد کند که باید برتری داشته باشد و همچنین ممکن است ارتباط بین مقامات قضایی درگیر را آسان کند. همچنین این نهادی است که کشورهای عضو می‌توانند دلیل دیرکرد در اجرای احکام دسگیری را به آن گزارش دهند. در سال ۲۰۱۰، در مجموع ۲۸۰ پرونده مربوط به اجرای فرمان‌های دستگیری در یوروجاست نگارش شد که نزدیک به ۲۰ درصد از کل پرونده‌ها را دربردارد.
یکی دیگر از وظایف یوروجاست شرکت در یک تیم تحقیقاتی مشترک (JIT) است یا اینکه بنا به درخواست یکی از کشورهای عضو، به ایجاد یک تیم یا به سرپرستی اداری یا به فراهم کردن بودجه آن کمک می‌کند. چنین تیم‌هایی با سازش دو یا چند طرف درگیر بر روی یک هدف ویژه و در زمان اندک برای انجام پژوهش‌های جنایی در یک یا چند کشور عضو تشکیل می‌شوند. تیم‌های تحقیقاتی مشترک(JIT) بر این باور پایه گزاری شدند که تیم‌های بین ایالتی متشکل از بازرسان و مقامات قضایی با اختیارات قانونی روشن و نقش‌های نمایان، مبارزه با جرایم سازمان یافته را بهبود می‌بخشند.

## نمونه‌ها
یوروجاست از زمان ایجادش تاکنون به حجم فزاینده ای از پرونده‌ها رسیدگی کرده‌است. در سال ۲۰۰۲، در ۲۰۲ مورد با آن تماس گرفته شد. در سال ۲۰۱۶، کشورهای عضو با ۲۳۰۶ مورد جدید درخواست کمک کردند. بیشتر موارد درخواست شده شامل دو کشور عضو است. در سال ۲۰۱۰، یک پنجم موارد مربوط به سه یا چند کشور بود. یوروجاست همچنین ۲۴۹ جلسه هماهنگی بین نمایندگان مقامات ملی و نهادهای اتحادیه اروپا در سال ۲۰۱۶ ترتیب داد

## مدیریت
کالج یوروجاست که بدست دولت پشتیبانی می‌شود به عنوان رئیس اداره یوروجاست، سرپرست اداری و مسئولیت مدیریت روزانه یوروجاست، از جمله مدیریت بودجه و کارکنان را بر عهده دارد. سازمان اداری از یگان‌ها، خدمات و دبیرخانه‌ها تشکیل شده‌است که عبارتند از: دفتر حسابداری، واحد بودجه، امور مالی و تدارکات، دبیرخانه دانشکده، دفتر ارتباطات شرکتی، خدمات نگهداری از داده‌ها، دفتر رویدادها و لجستیک، واحد منابع انسانی، واحد مدیریت اطلاعات، دفتر امور نهادی. دفتر امور حقوقی، واحد عملیات، دفتر برنامه‌ریزی، برنامه‌ریزی و گزارش دهی و امنیت، تسهیلات و خدمات عمومی.